# Кротов, Фёдор Фёдорович
Фёдор Фёдорович Кро́тов (1915—1985) — капитан Советской Армии, участник советско-финской и Великой Отечественной войн, Герой Советского Союза (1940).

## Биография
Фёдор Кротов родился 8 февраля 1915 года в деревне Низ Каргопольского уезда Олонецкой губернии (ныне Няндомского района Архангельской области). Русский. После окончания шести классов школы работал слесарем на одном из ленинградских заводов, затем работал на Соломабльском ЛДК в Архангельске. В 1937 году Кротов был призван на службу в Рабоче-крестьянскую Красную Армию. Участвовал в советско-финской войне, будучи механиком-водителем танка роты боевого обеспечения 35-й легкотанковой бригады 7-й армии Северо-Западного фронта.
2 декабря 1939 года, охраняя подбитый советский танк в районе деревни Липола (ныне — Котово Приозерского района Ленинградской области), Кротов пулемётным огнём подавил ряд финских огневых точек и разминировал дорогу, сняв 28 мин. 8 декабря 1939 года, несмотря на массированный вражеский огонь, Кротов успешно отбуксировал повреждённый советский танк. 20-27 декабря Кротов принял участие в блокировке нескольких финских дотов и эвакуации четырёх выживших танкистов из подбитых танков.
Указом Президиума Верховного Совета СССР от 21 марта 1940 года за «образцовое выполнение боевых заданий командования на фронте борьбы с финской белогвардейщиной и проявленные при этом отвагу и геройство» младший командир Фёдор Кротов был удостоен высокого звания Героя Советского Союза с вручением ордена Ленина и медали «Золотая Звезда» за номером 450.
В 1940 году Кротов был демобилизован. В 1941—1946 годах вновь служил в армии, участвовал в боях Великой Отечественной войны, был уволен в запас в звании капитана. Проживал в Ленинграде, работал в КБ АН СССР.
Умер 25 декабря 1985 года, похоронен на Южном кладбище Санкт-Петербурга.
Был также награждён орденом Отечественной войны 1-й степени и двумя орденами Красной Звезды, рядом медалей.

Могила Кротова на Южном кладбище Санкт-Петербурга.